# ملا حسني (كوهستان)
ملا حسني (بالفارسية: ملاحسنی) هي قرية تقع في إيران في Kuhestan Rural District.